# Belle Boyd
Belle Boyd, właśc. Maria Isabella Boyd (ur. 4 maja 1844 w Martinsburgu ówcześnie w stanie Wirginia, zm. 11 czerwca 1900 w Kilbourne City w stanie Wisconsin), amerykańska aktorka, która była także szpiegiem Skonfederowanych Stanów Ameryki w czasie wojny secesyjnej.
Karierę szpiegowską na rzecz Konfederacji zaczęła na początku wojny niejako zmuszona, gdy zastrzeliła żołnierza wojsk Unii, który w roku 1861 wdarł się do jej domu. By nie wpaść w ręce unionistów uciekła na południe, ale wkrótce – z innymi dokumentami i życiorysem – wróciła na północ. W wieku 17 lat była ekspertem kryptografii oraz niemal doskonałym szpiegiem, bowiem nikt nie podejrzewał tak młodej dziewczyny o przekazywanie na południe informacji o składzie i ruchu wojsk Unii.
Trzykrotnie była aresztowana i za każdym razem wydostawała się na wolność. Za trzecim razem schwytano ją na pokładzie statku – łamacza blokady. Została zamknięta pod strażą młodego chorążego marynarki, Sama W. Hardinge’a, który z miejsca się w niej zakochał. Kiedy więc Belle została zwolniona, oboje uciekli do Anglii, gdzie wzięli ślub. Hardinge zmarł wkrótce potem. Boyd miała jeszcze dwóch innych mężów – wszystkich przeżyła.
W Anglii Belle napisała swe wspomnienia z wojny secesyjnej „Belle Boyd w polu i w więzieniu” (1865) – porywający opis jej przygód. Wkrótce została aktorką, a gdy wróciła do Stanów Zjednoczonych w 6 lat później, opromieniała ją znaczna sława. Na krótko przed śmiercią odbyła tournée po kraju z cyklem wykładów o jej doświadczeniach w kryptografii i pracy w wywiadzie.